# Wolf-Dieter Ring

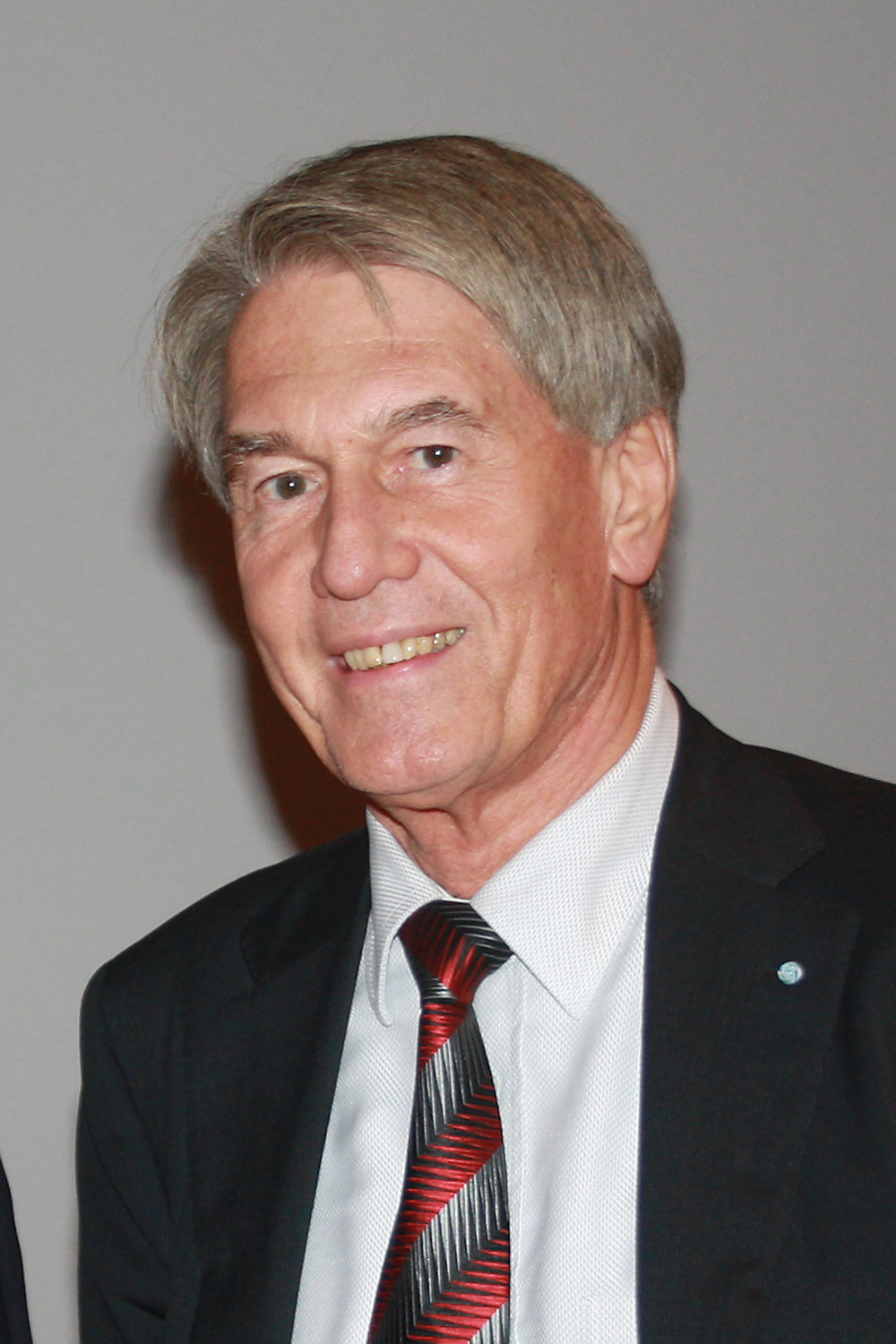
Wolf-Dieter Ring (Okt. 2010)

Wolf-Dieter Ring (* 27. März 1941 in Wien) ist ein deutscher Medienpolitiker. Bis 30. September 2011 war er Präsident der Bayerischen Landeszentrale für neue Medien (BLM) und Vorsitzender der Kommission für Jugendmedienschutz.
Nach dem Studium der Rechtswissenschaften und der Promotion war Wolf-Dieter Ring nur kurze Zeit außerhalb des bayerischen Staatsdienstes, u. a. als persönlicher Referent des Intendanten des Bayerischen Rundfunks Reinhold Vöth, tätig. Nach seinem Wechsel in die Staatskanzlei hatte er entscheidenden Anteil am Aufbau einer privaten Hörfunk- und Fernsehlandschaft in Bayern. Als Beauftragter der Staatsregierung richtete er die durch das Medienerprobungs- und -entwicklungsgesetz von 1984 als Anstalt des öffentlichen Rechts mit Sitz in München errichtete BLM ein. Die BLM nahm 1985 ihre Tätigkeit mit Wolf-Dieter Ring als Geschäftsführer und Rudolf Mühlfenzl als Präsident auf. Von Januar 1990 bis September 2011 war der parteilose Wolf-Dieter Ring Präsident der BLM.
1993 wurde Ring zum Honorarprofessor an der Ludwig-Maximilians-Universität München bestellt.
Im Zuge der Betrugsvorwürfe gegen den Sender 9Live geriet Ring wegen seiner teils inkonsequenten und von Medienexperten stark kritisierten Entscheidungen öffentlich in die Kritik.
Ring wurde auch vorgeworfen, von Krediten an den damaligen Vorsitzenden des Medienrats Klaus Kopka durch den Medienunternehmer Ralph Burkei gewusst zu haben. Ring, der 2002/2003 von den Darlehensvorgängen aus den Jahren 1994 und 2000 erfahren haben soll, hat 2009 mehrere öffentliche Stellungnahmen zu dem Vorgang abgegeben.
Im September 2010 wurde bekannt, dass Ring als BLM-Präsident zusätzlich zu seinem Grundgehalt in Höhe von 197.682 Euro auch noch weitere 108.000 Euro an Tantiemen bezieht.
Ring war Vorstandsmitglied des MedienCampus Bayern und gehörte vom April 2010 bis zum März 2013 als sachverständiges Mitglied der Enquetekommission des Deutschen Bundestages Internet und digitale Gesellschaft an. Vom Apr. 2003 bis zum Sept. 2011 war er Vorsitzender der Kommission für Jugendmedienschutz (KJM).
Seit Dez. 2013 ist er Mitglied des Kodex-Beirats des Deutschen Verbands für Telekommunikation und Medien (DVTM).
Er ist Vizepräsident der Bayerischen Akademie für Werbung und Marketing (BAW) und Leiter des Bildungsgangs Medienmarketing an der BAW. Er war außerdem von 2017 bis 2019 Präsident der Bayerischen Akademie für Fernsehen und Digitale Medien (BAF).

## Auszeichnungen
- Bayerischer Verdienstorden, Juni 1996
- Goldene Feder, Februar 1999.
- Verdienstkreuz 1. Klasse des Verdienstordens der Bundesrepublik Deutschland, November 1999
- Goldenes Ehrenzeichen für Verdienste um die Republik Österreich, September 2002
- Bayerische Verfassungsmedaille in Silber, November 2002[10]